# William Thomas Calman
Dr. William Thomas Calman (29 december 1871 - 29 september 1952) was een Schotse zoöloog, gespecialiseerd in kreeftachtigen. Van 1927 tot 1936 was hij Keeper of Zoology (hoofd van het departement zoölogie) in het British Museum (nu het Natural History Museum).

## Leven
Hij werd geboren in Dundee, de zoon van Thomas Calman, een muziekleraar, en Agnes Beatts Maclean.
Hij studeerde aan de High School of Dundee.
In de wetenschappelijke verenigingen in Dundee ontmoette hij D'Arcy Thompson. Later werd hij Thompsons laboratoriumassistent, waardoor hij gratis lezingen kon volgen aan het University College, Dundee (wat later de Universiteit van Dundee zou worden). A.D. Peacock, een van Thompsons opvolgers Hoofd Natuurlijke Geschiedenis in Dundee, meende dat deze benoeming tot stand kwam na een brief van Calman in 1891 waarin Thompson's advies werd gevraagd over het aanvragen van een positie in Edinburgh. Na zijn afstuderen met onderscheiding in 1895 volgde hij een lectoraat aan de universiteit, waar hij acht jaar verbleef. Toen Thompson stierf, schreef Calman samen met Douglas Young zijn overlijdensadvertentie in het jaarboek van de Royal Society of Edinburgh.
Later werkte hij bij het Natural History Museum, waar hij in 1904 werd benoemd tot assistent-conservator van de spinachtigen (ter vervanging van Pocock), assistent-curator van de kreeftachtigen en zeespinnen en bewaarder van de zoölogie. In 1909 schreef hij de sectie Crustacea in Lankester's Treatise on Zoology, waar hij de superorders Eucarida, Peracarida en Hoplocarida introduceerde, evenals het concept van de caridoid facies, een hypothetische voorouderlijke malacostracan. Hij schreef verschillende artikelen over schaaldieren voor de Encyclopædia Britannica Eleventh Edition. Hij vestigde ook de huidige divisie van de Branchiopoda in de vier ordes Anostraca, Notostraca, Conchostraca en Cladocera. Hij werd verkozen tot Fellow van de Royal Society in 1921, waarmee hij de eerste afgestudeerde van de Universiteit van Dundee was die deze titel ontving. Calman ging in 1936 met pensioen in Tayport, maar keerde tijdens de Tweede Wereldoorlog terug naar het onderwijs aan Queen's College, Dundee en St. Andrews. Hij was voorzitter van de Quekett Microscopical Club van 1926 tot 1928, voorzitter van de Linnean Society van 1934 tot 1937, en ontving in 1946 de Linnean Medal.
Hij kreeg in 1935 het ridderschap (derde klasse) toegekend. In 1937 kende de St Andrews University hem een eredoctoraat (LLD) toe.
Hij stierf in Coulsdon in Surrey op 29 september 1952.

## Publicaties
- The Life of Crustacae (Het leven van Kreeftachtigen) (1911)
- The Classification of Animals (De Classificatie van Dieren) (1949)

## Taxa genoemd door Calman
Taxa genoemd door William T. Calman zijn onder meer:
- Acanthephyra faxoni Calman, 1939
- Anaspidacea Calman, 1904
- Anchicolurus occidentalis (Calman, 1912)
- Anoplodactylus cribellatus Calman, 1923
- Anthracocaris Calman, 1933
- Aristaeomorpha woodmasoni Calman, 1925
- Ascorhynchus extenuata (Calman, 1938)
- Atyella brevirostris Calman, 1906a
- Atyella longirostris Calman, 1906a
- Atyella Calman, 1906a
- Austropallene tibicina Calman, 1915
- Austroraptus juvenilis Calman, 1915
- Austroraptus praecox Calman, 1915
- Bankia australis (Calman, 1920)
- Bathycuma longicaudatum Calman, 1912
- Bathycuma longirostre Calman, 1905
- Bathypallenopsis annandalei (Calman, 1923)
- Bathyzetes extenuata (Calman, 1938)
- Bodotria parva Calman, 1907
- Bodotria similis Calman, 1907
- Bodotria sublevis Calman, 1907
- Bresilia atlantica Calman, 1896
- Bresilia Calman, 1896
- Bresiliidae Calman, 1896
- Bresilioidea Calman, 1896
- Brevitalitrus hotulanus (Calman, 1912)
- Callipallene pectinata (Calman, 1923)
- Calocarcinus africanus Calman, 1909
- Calocarcinus Calman, 1909
- Campylaspis antarctica Calman, 1907
- Campylaspis orientalis Calman, 1911
- Campylaspis platyuropus Calman, 1911
- Campylaspis rostrata Calman, 1905
- Campylaspis spinosa Calman, 1906
- Campylaspis vitrea Calman, 1906
- Caridella cunningtoni Calman, 1906a
- Caridella minuta Calman, 1906a
- Caridella paski Calman, 1928
- Caridella Calman, 1906a
- Caridina indistincta indistincta Calman, 1926
- Caridinides wilkinsi Calman, 1926
- Caridinides Calman, 1926
- Ceratocuma horridum Calman, 1905
- Ceratocuma Calman, 1905
- Ceratocumatidae Calman, 1905
- Cilunculus sewelli Calman, 1938
- Colossendeis drakei Calman, 1915
- Colossendeis scotti Calman, 1915
- Colossendeis wilsoni Calman, 1915
- Colurostylis lemurum Calman, 1917
- Colurostylis pseudocuma Calman, 1911
- Colurostylis Calman, 1911
- Cryptocnemus haddoni Calman, 1900
- Cumella australis Calman, 1907
- Cumella clavicauda Calman, 1911
- Cumella forficula Calman, 1911
- Cumella gracilima Calman, 1905
- Cumella hispida Calman, 1911
- Cumella laevis Calman, 1911
- Cumella leptopus Calman, 1911
- Cumella serrata Calman, 1911
- Cumellopsis helgae Calman, 1905
- Cumellopsis puritani Calman, 1906
- Cumellopsis Calman, 1905
- Cyclaspis cingulata Calman, 1907
- Cyclaspis coelebs Calman, 1917
- Cyclaspis costata Calman, 1904
- Cyclaspis elegans Calman, 1907
- Cyclaspis herdmani Calman, 1904
- Cyclaspis hornelli Calman, 1904
- Cyclaspis longipes Calman, 1907
- Cyclaspis persculpta Calman, 1905
- Cyclaspis picta Calman, 1904
- Cyclaspis sibogae Calman, 1905
- Cyclaspis similis Calman, 1907
- Cyclaspis thomsoni Calman, 1907
- Cyclaspis triplicata Calman, 1907
- Cyclaspis unicornis Calman, 1907
- Cyclaspis uniplicata Calman, 1907
- Cyclaspis varians Calman, 1912
- Diastylis alaskensis Calman, 1912
- Diastylis argentata Calman, 1912
- Diastylis aspera Calman, 1912
- Diastylis bidentata Calman, 1912
- Diastylis dalli Calman, 1912
- Diastylis insularum (Calman, 1908)
- Diastylis koreana Calman, 1911
- Diastylis mawsoni Calman, 1918
- Diastylis nucella Calman, 1912
- Diastylis planifrons Calman, 1912
- Diastylis sulcata Calman, 1912
- Diastylopsis crassior Calman, 1911
- Diastylopsis elongata Calman, 1911
- Dipteropeltis hirundo Calman, 1912
- Dodecolopoda mawsoni Calman & Gordon, 1933
- Dodecolopoda Calman & Gordon, 1933
- Ekleptostylis walkeri (Calman, 1907)
- Endeis flaccida Calman, 1923
- Eocuma affine Calman, 1904
- Eocuma dollfusi Calman, 1907
- Eocuma latum Calman, 1907
- Eocuma longicorne Calman, 1907
- Eocuma stelliferum Calman, 1907
- Eocuma taprobanicum Calman, 1904
- Eucarida Calman, 1904
- Eudorella monodon Calman, 1912
- Eudorella similis Calman, 1907
- Eudorellopsis biplicata Calman, 1912
- Eudorellopsis resima Calman, 1907
- Gennadas capensis Calman, 1925
- Gennadas gilchristi Calman, 1925
- Gennadas gilchristi Calman, 1925
- Glyphocrangon mabahissae Calman, 1939
- Glyptelasma hamatum (Calman, 1919)
- Gynodiastylis bicristata Calman, 1911
- Gynodiastylis carinata Calman, 1911
- Gynodiastylis costata Calman, 1911
- Gynodiastylis Calman, 1911
- Hemileucon comes Calman, 1907
- Hemileucon uniplicatus Calman, 1907
- Hemileucon Calman, 1907
- Heteroleucon akaroensis Calman, 1907
- Heteroleucon Calman, 1907
- Heteromysoides cotti (Calman, 1932)
- Holthuisana wollastoni (Calman, 1914)
- Hoplocarida Calman, 1904
- Hyastenus uncifer Calman, 1900
- Lamprops beringi Calman, 1912
- Leucon heterostylis Calman, 1907
- Leucon siphonatus Calman, 1905
- Lioxanthodes alcocki Calman, 1909
- Lioxanthodes Calman, 1909
- Litogynodiastylis laevis (Calman, 1911)
- Litoscalpellum juddi (Calman, 1918)
- Lophopilumnus cristipes (Calman, 1900)
- Makrokylindrus cingulatus (Calman, 1905)
- Makrokylindrus fistularis (Calman), 1911
- Makrokylindrus tubulicauda (Calman, 1905)
- Namlacium crepidatum (Calman, 1925)
- Nannastacus agnatus Calman, 1911
- Nannastacus brevicaudatus Calman, 1905
- Nannastacus gibbosus Calman, 1911
- Nannastacus gurneyi Calman, 1927
- Nannastacus minor Calman, 1911
- Nannastacus pardus Calman, 1905
- Nannastacus reptans Calman, 1911
- Nannastacus stebbingi Calman, 1904
- Nannastacus tardus Calman, 1911
- Nannastacus zimmeri Calman, 1911
- Nebaliacea Calman, 1904
- Nematobrachion boopis (Calman, 1905)
- Nematobrachion Calman, 1905
- Nymphon andamanense Calman, 1923
- Nymphon arabicum Calman, 1938
- Nymphon foxi Calman, 1927
- Nymphon proximum Calman, 1915
- Oxyurostylis smithi Calman, 1912
- Oxyurostylis Calman, 1912
- Pallenopsis alcocki Calman, 1923
- Pandalina Calman, 1899
- Paradiastylis brachyura Calman, 1904
- Paradiastylis longipes Calman, 1905
- Paradiastylis Calman, 1904
- Paralamprops orbicularis (Calman, 1905)
- Paraleucon suteri Calman, 1907
- Paraleucon Calman, 1907
- Paralimnoria andrewsi (Calman, 1910)
- Parapallene challengeri Calman, 1937
- Parapallene longipes Calman, 1938
- Parapotamon spinescens (Calman, 1905)
- Peracarida Calman, 1904
- Periclimenaeus arabicus (Calman, 1939)
- Periclimenaeus crassipes (Calman, 1939)
- Pigrogromitus timsanus Calman, 1927
- Pigrogromitus Calman, 1927
- Platycuma holti Calman, 1905
- Platycuma Calman, 1905
- Plesionika minor Calman, 1939
- Polycheria osborni Calman, 1898
- Pontonides unciger Calman, 1939
- Potamonautes warreni (Calman, 1918)
- Procampylaspis bonnieri Calman, 1906
- Propallene kempi (Calman, 1923)
- Pseudione giardi Calman, 1898
- Pseudodiastylis ferox Calman, 1905
- Pseudodiastylis Calman, 1905
- Pseudolambrus confragosus (Calman, 1900)
- Pseudoleptocuma minus (Calman, 1912)
- Pycnogonum africanum Calman, 1938
- Rouxana ingrami (Calman, 1908)
- Rouxana plana (Calman, 1914)
- Scherocumella brachydactyla (Calman, 1905)
- Scherocumella gurneyi (Calman, 1927)
- Scherocumella lepturus Calman, 1911
- Schizotrema bifrons Calman, 1911
- Schizotrema depressum Calman, 1911
- Schizotrema sordidum Calman, 1911
- Schizotrema Calman, 1911
- Seguapallene echinata (Calman, 1938)
- Sesarma boulengeri Calman, 1920
- Spinoserolis beddardi (Calman, 1920)
- Squilla brasiliensis Calman, 1917
- Styloptocuma gracillimum (Calman, 1905)
- Sympodomma diomedeae (Calman), 1912
- Sympodomma weberi (Calman, 1905)
- Teloscalpellum ecaudatum (Calman, 1918)
- Thaumastocheles japonicus Calman, 1913
- Trachycaris Calman, 1906b
- Trianguloscalpellum annandalei (Calman, 1918)
- Tropichelura insulae (Calman, 1910)
- Typhlocaris Calman, 1909
- Typhlocaris galilea Calman, 1909
- Vaunthompsonia arabica Calman, 1907
- Zanclopus cephalodisci Calman, 1908
- Zanclopus Calman, 1908
- Zygosiphon mortenseni Calman, 1907
- Zygosiphon Calman, 1907